# الفن واللغة
الفن واللغة هي مجموعة من الفنانين المفاهيميين كان لها تأثير كبير على الفن المفاهيمي وتطورات الفن المعاصر. تأسست في عام 1968 من قبل أربعة فنانين بريطانيين هم: مايكل بالدوين، وديفيد بينبريدج، هارولد هوريل وتيري أتكينسون.

## جوائز
تم ترشيح الفن واللغة في عام 1986 من أجل جائزة تيرنر.

## روابط خارجية
- الفن واللغة على موقع ميوزك برينز (الإنجليزية)
- الفن واللغة على موقع أول ميوزيك (الإنجليزية)
- الفن واللغة على موقع ديسكوغز (الإنجليزية)